# Latisternum burgeoni
Latisternum burgeoni är en skalbaggsart som beskrevs av Stefan von Breuning 1935. Latisternum burgeoni ingår i släktet Latisternum och familjen långhorningar.
Artens utbredningsområde är Malawi. Inga underarter finns listade i Catalogue of Life.